# شبگردان
شبگردان (نام علمی: Caprimulgidae) نام یک تیره از راسته شبگردسانان است. سه گونه از تیرهٔ شبگردان در ایران ثبت شده‌اند:
- شبگرد معمولی (شبگرد اروپایی)
- شبگرد مصری (شبگرد دشتی)
- شبگرد بلوچی
- یک گونه دیگر به نام شبگرد هندی گزارش شده اما پذیرفته نشده است.